# Нухулы, Алтынбек
Алтынбек Нухулы (каз. Алтынбек Нұхұлы; 10 июня 1962; Баянаульский район, Павлодарская область, КазССР, СССР) — казахский химик, доктор химических наук (1995), профессор (1998), член-корреспондент НАН РК (2020). Академик Международной академии инженерных наук (2010).
Депутат сената парламента Республики Казахстан от Павлодарской области (с 13 августа 2020 года).

## Биография
Родился 13 июня 1962 года в совхозе им. К. Сатпаева Баянаульского района Павлодарской области. Происходит из подрода каржас племени суюндук племени аргын.
В 1984 году окончил химический факультет Казахского государственного университета с отличием.

### Трудовая деятельность
С 1984 по 1996 год — Лаборант, стажер-исследователь (г. Иваново, Россия), аспирант, ассистент, старший преподаватель, доцент, профессор кафедры физической химии и электрохимии КазНУ им. аль-Фараби (г. Алматы).
С 1996 по 1997 год — Главный специалист отдела нефтехимии Главного управления микроэкономической политики Министерства экономики РК (г. Алматы).
С 1997 по 1999 год — Заведующий лабораторией «Термодинамика и кинетика гомогенных и гетерогенных процессов», профессор КазНУ им. аль-Фараби (г. Алматы).
С 1999 по 2000 год — Главный специалист отдела государственных стандартов и нормативной базы Департамента высшего образования и науки МОН РК (г. Астана).
С 2000 по 2001 год — Начальник отдела аттестации вузов Министерства образования и науки РК (г. Астана).
С 2001 по 2003 год — Проректор по научной работе и международным связям Павлодарского государственного университета (г. Павлодар).
С 2003 по 2004 год — Ректор Многопрофильного гуманитарно-технического университета (г. Караганда).
С 2004 по 2007 год — Ректор Инновационного Евразийского университета (г. Павлодар).
С 2007 по 2008 год — Ректор Павлодарского государственного педагогического института (г. Павлодар).
С 2009 по 2010 год — Заместитель председателя Комитета науки МОН РК (г. Астана).
С 2010 по 2012 год — Заведующий сектором отдела индустриально-инновационного развития Канцелярии Премьер-Министра (г. Астана).
С 2016 по 2020 год — Ректор Павлодарского государственного педагогического университета.
С 2017 по 2020 год — Депутат маслихата города Павлодара 6 созыва.
13 августа 2020 года был избран депутатом сената парламента Республики Казахстан от Павлодарской области.

## Награды и звания
- 16 ноября 2023 — Почётный знак Межпарламентской Ассамблеи государств — участников Содружества Независимых Государств «За заслуги в развитии культуры и искусства» (Межпарламентская ассамблея СНГ) — за значительный вклад в формирование и развитие общего культурного пространства государств — участников Содружества Независимых Государств, в реализацию идей сотрудничества в сфере культуры и искусства[6]
- 2018 — Орден Курмет
- 2018 — Звание «Почетный гражданин Баянаульского района Павлодарской области»
- 2017 — Золотая медаль им. А.Байтурсынова
- 2017 — нагрудный знак МОН РК «Ыбырай Алтынсарин»
- 2011 — Медаль «20 лет независимости Республики Казахстан»
- 2007 — Премия им. К. И. Сатпаева первой степени за лучшее научное исследование по естественным наукам.
- 2004 — нагрудный знак МОН РК «За заслуги в развитии науки Республики Казахстан»
- 2001 — нагрудный знак МОН РК «Почётный работник образования Республики Казахстан»

## Научные, литературные труды
Автор 556 работ, в том числе 4 монографии, 17 учебников и учебно-методических пособий, 23 патента, инновационных патента и авторских свидетельств на изобретение РК, 113 статей в отечественных и зарубежных изданиях, 6 русско-казахских словарей терминов по химии, металлургии и науковедению, 70 тезисов докладов на международных и республиканских научных конференциях, а также 323 публикации общественно-политической и культурно-просветительской тематики на страницах республиканских газет и журналов.
Главный редактор 5-томного собрания сочинений И. Алтынсарина и серии книг «Өнегелі тұлғалар» о талантливых педагогах региона. Заместитель редактора серии русско-казахских толковых словарей (30 томов), книг «Кереку-Баян кітапханасы» из серии «Рухнама» (28 томов), «Энциклопедии Павлодарской области», книг «Наскальные рисунки Кереку-Баян», «Ученые Павлодарской области» и др.
Один из авторов: серии русско-казахских терминологических словарей (31 томов); книги «Известные женщины Павлодарского Прииртышья»; учебника «Өлкетану-Краеведение» для 5-7 классов. Автор многотомника «Баянаула перзенттері» (5 томов).
Автор идеи и руководитель следующих проектов, реализованных по программе «Рухани жаңғыру»: Маргулан-центр и научно-образовательный комплекс Султанбет-султана, карты сакральных объектов Павлодарской области, историко-мемориальный комплекс «Ақкелін», в состав которого вошли мавзолей Мусы Шорманова, усадьба семьи Шорман-бия и музей «Туған жердің тарихи тұлғалары», 100 короткометражных фильмов на казахском и русском языках о выдающихся личностях региона «100 исторических личностей Павлодарского Прииртышья».
Научный руководитель 1 доктора и 4 кандидатов химических наук, а также более 20 докторских PhD и магистерских диссертаций.